# 醫療包

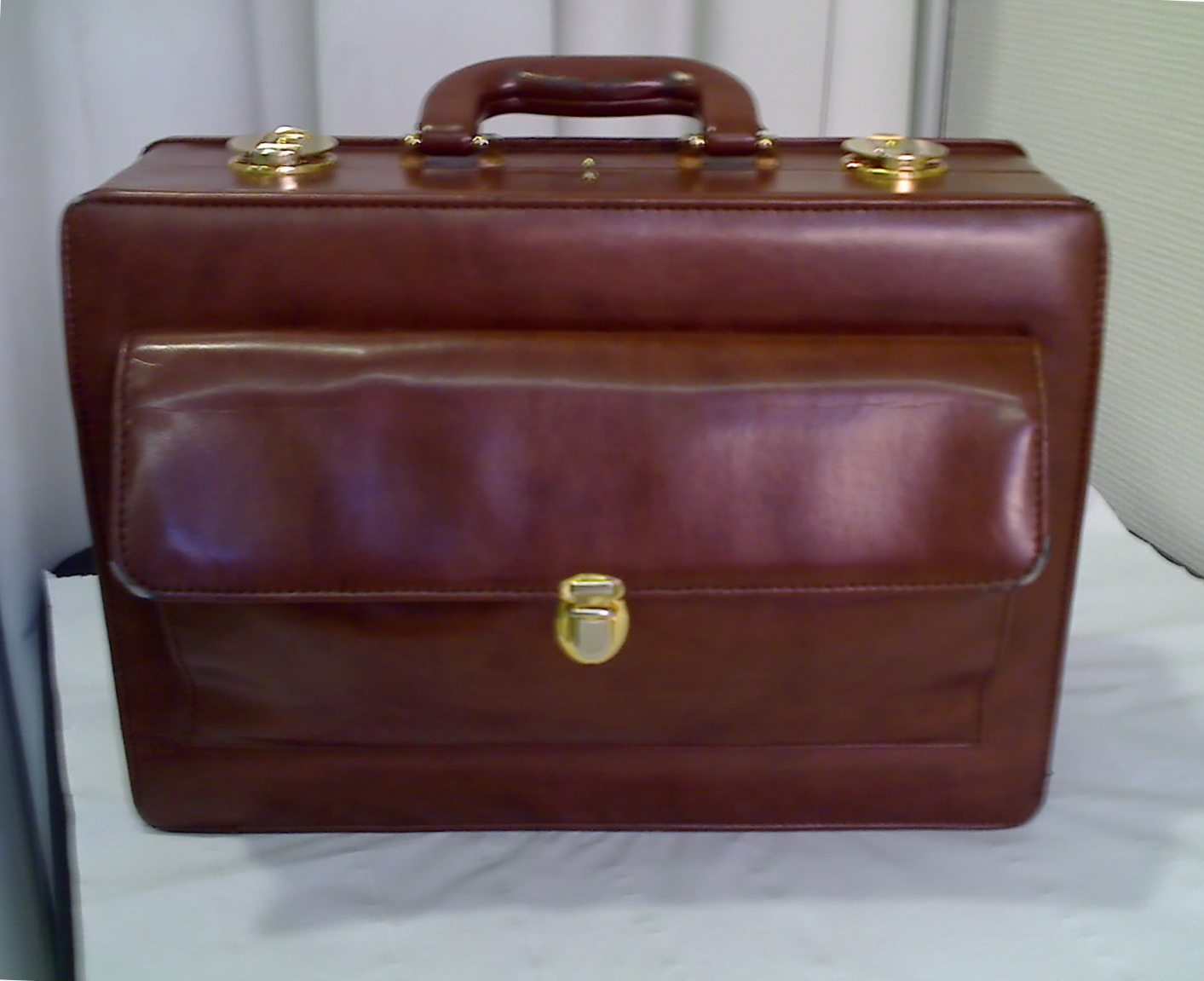
醫生包

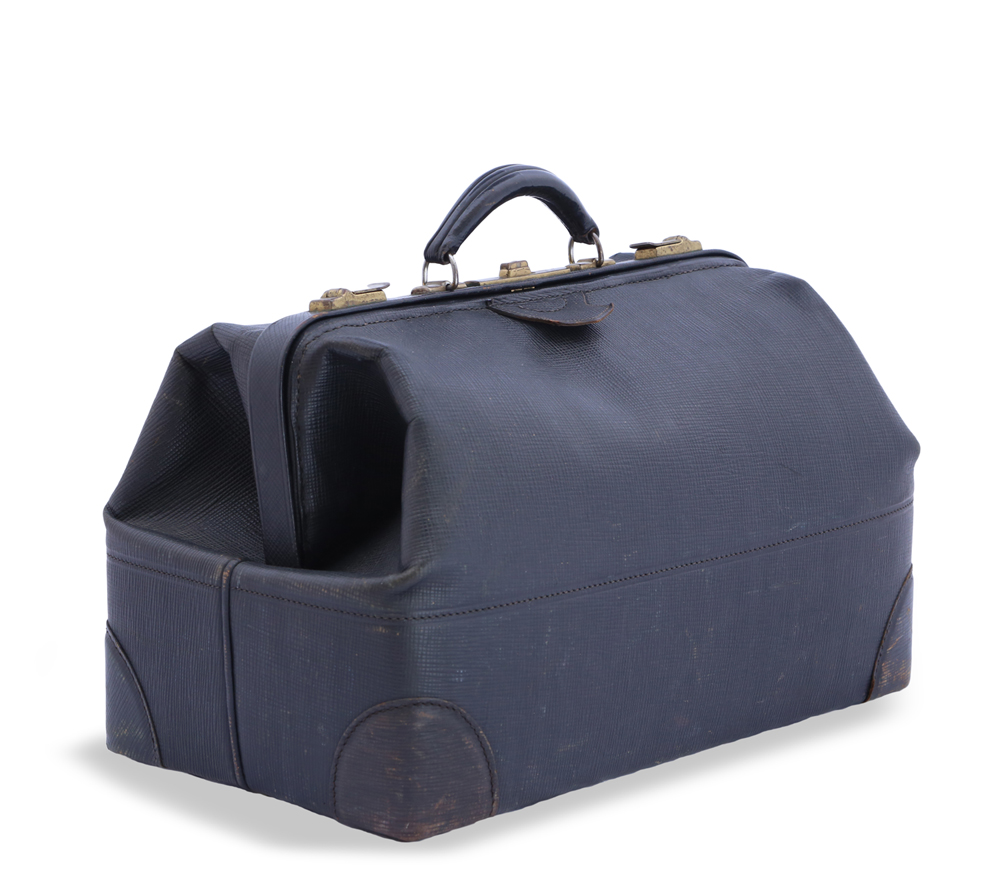
傳統樣式

醫療包（亦稱醫生包或醫師包）是一種便攜式包袋，供醫生或其他醫療專業人員用來攜帶醫療用品和藥物使用。
傳統上，醫療包由皮革製成，採用頂部開口與分體式手柄設計。在美國內戰期間，醫師使用馬鞍醫療包。現代醫療包使用各種材料製作，並有多種設計，通常包含許多口袋、小袋以及拉鍊或魔鬼氈開口設計。
北美原住民的醫藥師與薩滿使用一種藥袋。軍事中則使用戰鬥包（battle bag）。

## 外部鏈接
- 醫生包計劃——「包裡有什麼？」 ：一窺19世紀80年代晚期典型鄉村醫生的醫療包內容（印第安納醫學歷史博物館）。
- 第13系列——醫療包、箱子及其他容器（含內部物品或不含） ，墨爾本大學醫學歷史博物館。